# Muzeum Ziemi Krajeńskiej w Nakle nad Notecią
Muzeum Ziemi Krajeńskiej w Nakle nad Notecią – muzeum z siedzibą w Nakle nad Notecią. Placówka jednostka organizacyjną miasta. Jej siedzibą jest pochodzący z XIX wieku spichlerz o konstrukcji szkieletowej.

## Historia
Idea powołania w Nakle muzeum zrodziła się w latach 60. XX wieku. W 1963 roku powstał Komitet Organizacyjny Muzeum Ziemi Krajeńskiej, który w rok później przekształcił się w Krajeńskie Towarzystwo Kulturalne. Otwarcie muzeum nastąpiło 22 lipca 1964 roku, a jego pierwszą siedzibą był budynek przy ul. Gimnazjalnej 2 (obecny Urząd Stanu Cywilnego). W 1967 roku zbiory przeniesiono do Powiatowego Domu Kultury (obecnie Nakielski Ośrodek Kultury, ul. Mickiewicza 3). W latach 80., w związku z sukcesywnym powiększaniem się zbiorów, podjęto decyzję o przeznaczenie na siedzibę muzeum jednego ze spichrzów. Prace remontowe zostały przeprowadzone w latach 1985–1990. Oficjalne otwarcie placówki w nowej siedzibie miało miejsce 3 maja 1990 r.
Od 2015 r. muzeum  tworzy kolekcję porcelany, fajansu i szkła z wytwórni znajdujących się na ziemiach polskich. Część kolekcji zaprezentowana została na wystawie "Ładne i użyteczne. Porcelana. Szkło. Fajans" w Muzeum im. ks. dr. Władysława Łęgi w Grudziądzu. W 2020 r. muzeum zostało wyróżnione statuetką „Dobosz Powstania Wielkopolskiego”, przyznawaną przez Zarząd Główny Towarzystwa Pamięci Powstania Wielkopolskiego 1918/1919.
Aktualnie w muzeum prezentowana jest stała ekspozycja, poświęcona dziejom miasta oraz ziemi krajeńskiej. Obejmuje ona eksponaty, począwszy od pradziejów (wystawa powstała we współpracy z Muzeum Okręgowym w Bydgoszczy), skończywszy na latach II wojny światowej. Ponadto prezentowana jest bogata kolekcja nakielskich pocztówek, ekspozycja etnograficzna oraz wystawa biograficzna, poświęcona Klemensowi Biniakowskiemu – lekkoatlecie i działaczowi sportowemu. Natomiast w przymuzealnym ogrodzie urządzono lapidarium, w którym eksponowane są m.in. kostki brukowe powstałe z nagrobków pochodzących ze zniszczonego cmentarza żydowskiego oraz dawny kamień graniczny pomiędzy powiatami: Wyrzyskim i szubińskim.
Muzeum Ziemi Krajeńskiej organizuje także warsztaty plastyczne, ceramiczne oraz wykłady. Muzeum jest obiektem całorocznym, czynnym codziennie z wyjątkiem sobót. Wstęp jest płatny.